# TRUTH (THE SQUAREのアルバム)
『TRUTH』（トゥルース）は、THE SQUAREの12枚目のアルバム。
1987年4月1日にリリース。

## 解説
スクェアの12枚目のアルバム。このアルバムから須藤満がベーシストとして加入することになった。また、元メンバーの仙波清彦がゲストで参加している。
前作『S・P・O・R・T・S』まであったデッド（生音）に近いサウンドと打って変わり、全体的にリバーブ（残響）が深い音作りがなされている。この技巧は伊東退団前アルバム（『NATURAL』）まで続き、伊東期スクェア・サウンドの流れの1つと言える。初めて全面導入したデジタル機材による実験作である前作ノウハウを活用し、本作では1990年代に繋がる新たなスタイルを確立することに成功した。
表題曲「TRUTH」は、フジテレビ『F1グランプリ』のテーマ曲に起用され、老若男女問わずT-SQUAREの代表曲として広く親しまれており、メディアにおいては、F1だけでなく、何らかの疾走感を感じさせるシーンでのBGMとして使用されることが多い。

(楽曲当該項目も参照のこと。)

## 受賞
- 日本ゴールドディスク大賞 第2回(1987年度) アルバム・オブ・ザ・イヤー・ジャズ/フュージョン部門（邦楽）[1]

## 評論
音楽ライターの熊谷美広は自ら監修した『ディスク・ガイド・シリーズ No.1 フュージョン』（シンコー・ミュージック、2000年8月8日初版発行、ISBN 4-401-61649-9）のなかで「“スクェアといえばトゥルース”といった公式が、このアルバムで出来上がった」「彼らの“充実期”を真空パックしたような、意欲作である」と評している。

## 収録曲
1. GRAND PRIX - 安藤まさひろ作曲
2. CELEBRATION - 安藤まさひろ作曲
3. BEAT IN BEAT - 安藤まさひろ作曲
4. UNEXPECTED LOVER - 安藤まさひろ作曲
5. TRUTH - 安藤まさひろ作曲
F1グランプリ（フジテレビ）テーマ曲。
6. BREEZE AND YOU - 和泉宏隆作曲
7. GIANT SIDE STEPS - 伊東たけし作曲
8. BECAUSE - 安藤まさひろ作曲
富士通テン・BiyoのCMソングに採用されている。
9. TWILIGHT IN UPPER WEST - 和泉宏隆作曲
バラードナンバー。1994年にミュンヘン交響楽団（英語版）との共演（「T-SQUARE & Munich Symphony Orchestra」名義）によるオーケストラアレンジがテレビドラマ『幕末高校生』のテーマ曲として採用され、このバージョンがシングルカットされた。

## ミュージシャン
- THE SQUARE
  - 安藤まさひろ - Guitars & Synthesizers Programmes
  - 伊東たけし - Alto Saxophone & Lyricon
  - 和泉宏隆 - Keyboards & Synthesizers Programmes
  - 則竹裕之 - Drums & Percussion Programmes
  - 須藤満 - Bass
- Additional Musician
  - 仙波清彦 - Percussion（#1, #2, #3, #7）